# Bletia campanulata
Bletia campanulata är en orkidéart som beskrevs av Juan José Martinez de Lexarza. Bletia campanulata ingår i släktet Bletia och familjen orkidéer. Inga underarter finns listade i Catalogue of Life.